# Bundesstraße 246
Pour les articles homonymes, voir Route 246.
 (juin 2024).
Si vous disposez d'ouvrages ou d'articles de référence ou si vous connaissez des sites web de qualité traitant du thème abordé ici, merci de compléter l'article en donnant les références utiles à sa vérifiabilité et en les liant à la section « Notes et références ».
La Bundesstraße 246 est une Bundesstraße des Länder de Saxe-Anhalt et de Brandebourg.

## Itinéraire
Le B 246 se compose de deux sections. La partie ouest plus courte commence à Neuwegersleben sur la B 245 jusqu'à Wanzleben sur la Bundesstraße 246a. La Bundesstraße 246a est un contournement entre les deux sections de la ville de Magdebourg. La partie orientale plus longue commence à Königsborn sur la B 184, traverse le Fläming et se termine à Eisenhüttenstadt sur la B 112.

## Histoire
La Reichsstrasse 246, nom donné en 1937, mène de Quedlinbourg en passant par Hedersleben à Kroppenstedt et fait 22 km de long. Après la fondation de la RDA, les numéros de la Reichsstraße sont repris pour le nouveau réseau routier longue distance, jusqu'en 1990, la route à l'est s'appelle Fernverkehrstraße 246 (F 246).
La partie ouest du B 246 existe depuis 2004 grâce au nivellement des Landesstraße, des Kreisstraße et des routes communales. Un nivellement de la Landesstraße 50 entre la B 246a et la Bundesautobahn 14 est un projet. Il est également prévu d'étendre le B 246 à son extrémité est à Eisenhüttenstadt jusqu'à la frontière polonaise matérialisée par l'Oder et de créer un nouveau passage frontalier vers la Pologne. La loi d'extension de la Bundesstrasse de fin 2016 suit le plan fédéral d'infrastructure de transport 2030 et définit l'urgence de l'extension à l'est pour répondre à des besoins supplémentaires avec des droits de planification, de sorte que la mise en œuvre avant 2030 est permise.

## Source
- (de) Cet article est partiellement ou en totalité issu de l’article de Wikipédia en allemand intitulé « Bundesstraße 246 » (voir la liste des auteurs).